# Eiríksjökull
Eiríksjökull är en glaciär i republiken Island, höjd m ö.h. 1675. Den ligger i regionen Västlandet, 100 km nordost om huvudstaden Reykjavík. 